# Långskäret, Karleby
Långskäret är en ö i Finland. Den ligger i Bottenviken och i kommunen Karleby i den ekonomiska regionen  Karleby i landskapet Mellersta Österbotten, i den nordvästra delen av landet. Ön ligger omkring 14 kilometer nordväst om Karleby och omkring 430 kilometer norr om Helsingfors.
Öns area är 15,7 hektar och dess största längd är 0,5 kilometer i sydväst-nordöstlig riktning. I omgivningarna runt Långskäret växer i huvudsak blandskog.